# Lotus 340R
La Lotus 340 R est une automobile de sport 2 places, moteur arrière, châssis en aluminium collé.
Carrosserie ouverte type buggy, 177 ch origine pour 630 kg. Généralement poussé à 192 ch proche de la recherche de 340 ch à la tonne, d'où son nom.
C'est un dérivé de l'Elise. Son prix neuf était de 53 300 €.
Produite à seulement 340 exemplaires, 10 pour la France, 10 pour le Japon, 8 pour les États-Unis, elle passe de 0 à 100 km/h en moins de 4 secondes.

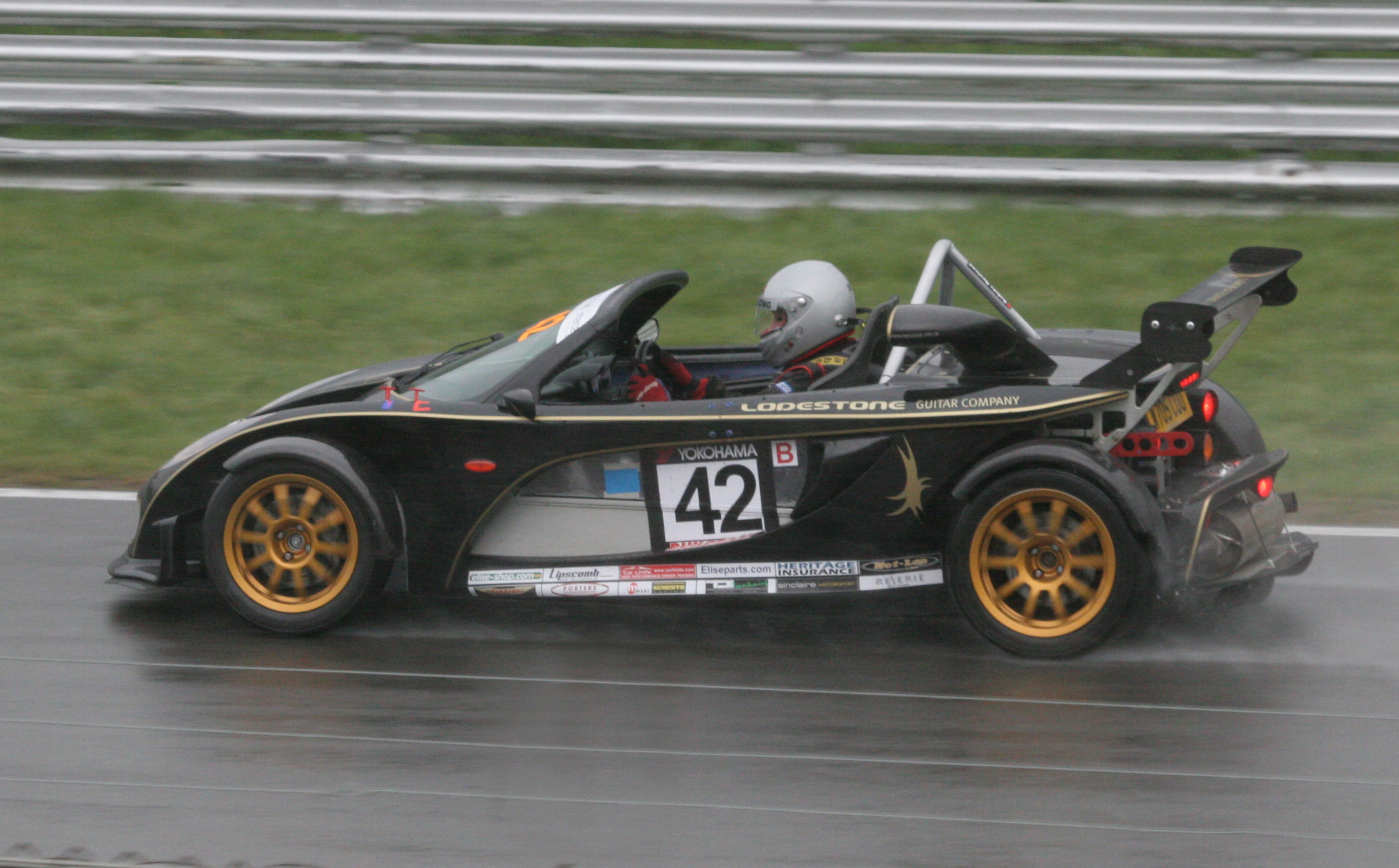
Lotus 340R en piste.